# Gov't Mule (album)
Gov't Mule è l'album di debutto del gruppo omonimo Gov't Mule, pubblicato nel 1995.

## Tracce
1. Grinnin' in Your Face - 1:35
2. Mother Earth - 	8:13
3. Rocking Horse - 4:06
4. Monkey Hill - 4:40
5. Temporary Saint - 5:44
6. Trane - 7:28
7. Mule - 5:39
8. Dolphineus - 2:03
9. Painted Silver Light - 7:07
10. Mr. Big - 6:06
11. Left Coast Groovies [For FZ] - 6:52
12. World of Difference - 10:15

## Formazione
- Warren Haynes - voce, chitarra
- Matt Abts - batteria
- Allen Woody - basso
- John Popper - armonica
- Hook Herrera - armonica
- Michael Barbiero - produzione